# Eckstever
Eckstever ist ein Ortsteil der Einheitsgemeinde Flecken Ottersberg  im niedersächsischen Landkreis Verden.

## Geografie und Verkehrsanbindung
Der Ortsteil liegt nordöstlich vom Kernbereich von Ottersberg. Die Wümme fließt südlich. Der Otterstedter See liegt nordwestlich in Otterstedt.
Die A 1 verläuft östlich.

## Sehenswürdigkeiten
- Hexenkreise bei Eckstever.[1]